# Дзардини, Паола
Пао́ла Дзарди́ни (итал. Paola Zardini) — итальянская кёрлингистка.
В составе женской сборной Италии участница чемпионата мира 1979 (заняли десятое место).
Играла на позиции третьего.

## Команды
| Сезон   | Четвёртый     | Третий         | Второй          | Первый           | Турниры            |
| ------- | ------------- | -------------- | --------------- | ---------------- | ------------------ |
| 1978—79 | Нелла Альвера | Паола Дзардини | Лидия Каваллини | Лоредана Да Джау | ЧМ 1979 (10 место) |

(скипы выделены полужирным шрифтом)